# Idiops robustus
Idiops robustus là một loài nhện trong họ Idiopidae.
Loài này thuộc chi Idiops. Idiops robustus được Mary Agard Pocock miêu tả năm 1898.